# (12014) Bobhawkes
(12014) Bobhawkes es un asteroide perteneciente al cinturón de asteroides, región del sistema solar que se encuentra entre las órbitas de Marte y Júpiter.
Fue descubierto el 5 de noviembre de 1996 por el equipo del proyecto Spacewatch desde el observatorio Nacional de Kitt Peak.

## Designación y nombre
Designado provisionalmente como 1996 VX15, fue nombrado en honor de Robert Lewis Hawkes (n. 1951) quien se convirtió en jefe del departamento de física de la Universidad Mount Allison en Sackville, Nuevo Brunswick, en 2000. Su trabajo de posgrado en la Universidad de Ontario Occidental en 1979 fue sobre la teoría de la bola de polvo de los meteoroides.

## Características orbitales
(12014) Bobhawkes está situado a una distancia media del Sol de 2,389 ua, pudiendo alejarse hasta 2,770 ua y acercarse hasta 2,007 ua. Su excentricidad es 0,160 y la inclinación orbital 1,752 grados. Emplea 1348,31 días en completar una órbita alrededor del Sol.
Pertenece a la familia de asteroides de (135) Hertha.

## Características físicas
La magnitud absoluta de (12014) Bobhawkes es 13,96. Tiene 4,686 km de diámetro y su albedo se estima en 0,292.